# Wilbur D. May Center

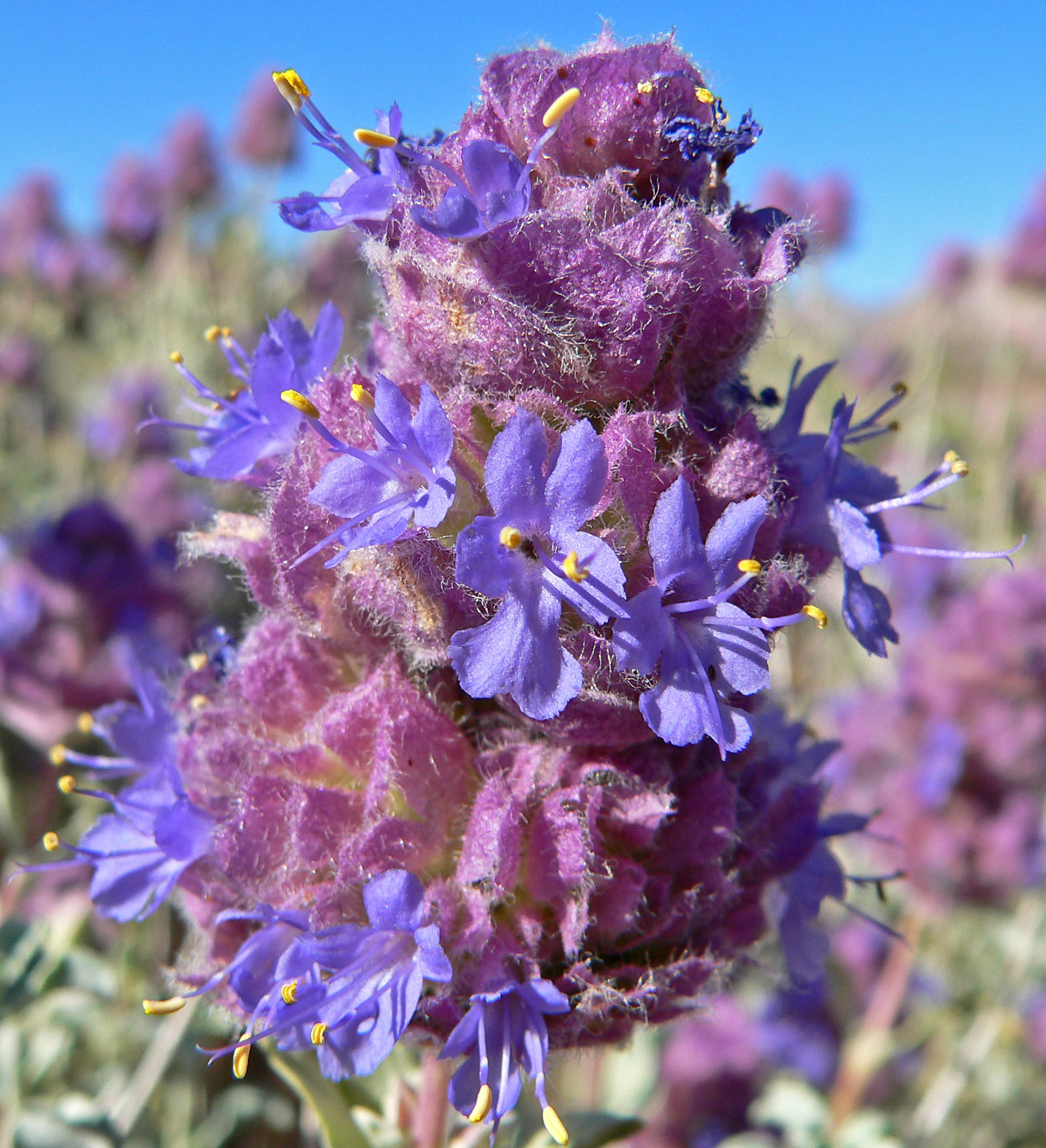
Flores de Salvia dorrii planta incluida en la Flora de Nevada.

El Wilbur D. May Center es un complejo de atracciones de Naturaleza que comprende al Wilbur D. May Museum, el Wilbur D. May Arboretum and Botanical Garden y el Great Basin Adventure. Su código de reconocimiento internacional como institución botánica, así como las siglas de su herbario es WDMAR. 

## Localización
Se ubica en Wilbur D. May Center at Rancho San Rafael Regional Park 1595 N. Sierra, Reno, Nevada U.S.A.-EE. UU.. 

## Museo Wilbur D. May
El museo muestra las colecciones y antigüedades compradas por Wilbur D. May, viajero local, aventurero, ranchero, piloto, filántropo y trotamundos. Nacido en 1898, Wilbur May fue el tercer hijo de David May, fundador de la compañía de grandes almacenes "The May Department Stores Company". Las colecciones del museo son la consecuencia de sus más de 40 viajes por todo el mundo, e incluyen cerámicas de la dinastía Tang, artesanías africanas primitivas, tallas del pueblo Inuit, escarabeos egipcios, iconos griegos, dioramas de fauna y cabezas reducidas de Suramérica. También se ofrece una reconstrucción de la sala de estar, el cuarto de sillas de montar y el cuarto de trofeos de caza procedentes del rancho de Wilbur "Double Diamond Ranch" de 2.600 acres (1.100 has). 
También hay exhibiciones itinerantes en el museo sobre varios temas. La muestra "Predators" por ejemplo tuvo lugar de marzo hasta mayo del  2009, y ofreció animales vivos y recreaciones de historia natural sobre depredadores antiguos y modernos.  Hay que pagar una tarifa de entrada  para el museo, que está administrado por el "Washoe County Regional Parks and Open Space".

## Wilbur D. May Arboretum and Botanical Garden
El Arboreto Wilbur D. May y Jardín Botánico que cubre un área de 12 acres (4.9 hectáreas), es un arboreto y jardín botánico que está abierto al público desde el amanecer hasta el atardecer sin tarifa de entrada. El lugar se ubica a una altitud de 1400 m (4600 pies) en una zona de transición entre la cordillera de Sierra Nevada y el Desierto de Great Basin. Recibe una precipitación media anual de 180 mm (7 pulgadas), la temperatura a lo largo del día varía ente los 10 °C (50 °F) o más, y la estación de desarrollo de las plantas es menos de 100 días.
El propósito primario del jardín es el de demostrar el desarrollo de la jardinería en un ambiente de desierto de altitud. Incluye las áreas siguientes:
- Burke Garden - modelado sobre un jardín inglés, con los árboles de olmo y las plantas perennes de floración a partir de principios de mayo hasta septiembre, incluyendo Iris, Aquileas, Delphinium, Digitalis, Lupinus, y Campanulas.
- Dixie's Plaza Garden - contiene plantas perennes y anuales, con arbustos de flores azules y blancas , así como rosas, con una cascada y charcas.
- Songbird Garden - alberga plantas con flores aromáticas, que producen bayas y frutos, que atraen a numerosos pájaros nativos.
- El "Evans Creek" (Arroyo Evans) fluye a través del jardín. Este se origina con la nieve de la Peavine Mountain, que se funde en primavera, y fluye hacia el Truckee River y luego al Pyramid Lake.

## Great Basin Adventure
El "Great Basin Adventure" es una atracción estacional para niños que incluye una sala del descubrimiento en donde se muestran artefactos y se llevan a cabo escenificaciones, con estatuas de dinosaurios  para trepar. 